# Briaroaks
Briaroaks è un centro abitato degli Stati Uniti d'America situato nella contea di Johnson dello Stato del Texas.
La popolazione era di 492 persone al censimento del 2010.

## Geografia fisica
Briaroaks è situata a 32°29′33″N 97°18′08″W (32.492470, -97.302234).
Secondo lo United States Census Bureau, ha un'area totale di un miglio quadrato (2,6 km²).

## Società

### Evoluzione demografica
Secondo il censimento del 2000, c'erano 493 persone, 180 nuclei familiari e 160 famiglie residenti nella città. La densità di popolazione era di 477,5 persone per miglio quadrato (184,8/km²). C'erano 181 unità abitative a una densità media di 175,3 per miglio quadrato (67,8/km²). La composizione etnica della città era formata dal 98,58% di bianchi, l'1,01% di altre razze, e lo 0,41% di due o più etnie. Ispanici o latinos di qualunque razza erano il 2,64% della popolazione.
C'erano 180 nuclei familiari di cui il 28,3% aveva figli di età inferiore ai 18 anni, l'81,1% aveva coppie sposate conviventi, il 5,0% aveva un capofamiglia femmina senza marito, e il 10,6% erano non-famiglie. L'8,3% di tutti i nuclei familiari erano individuali e il 5,0% aveva componenti con un'età di 65 anni o più che vivevano da soli. Il numero di componenti medio di un nucleo familiare era di 2,74 e quello di una famiglia era di 2,89.
La popolazione era composta dal 22,1% di persone sotto i 18 anni, il 5,1% di persone dai 18 ai 24 anni, il 22,1% di persone dai 25 ai 44 anni, il 35,5% di persone dai 45 ai 64 anni, e il 15,2% di persone di 65 anni o più. L'età media era di 45 anni. Per ogni 100 femmine c'erano 98,0 maschi. Per ogni 100 femmine dai 18 anni in giù, c'erano 100,0 maschi.
Il reddito medio di un nucleo familiare era di 60.938 dollari e quello di una famiglia era di 65.250 dollari. I maschi avevano un reddito medio di 51.875 dollari contro i 30.750 dollari delle femmine. Il reddito pro capite era di 23.968 dollari. Circa il 6,2% delle famiglie e il 7,4% della popolazione erano sotto la soglia di povertà, incluso il 10,2% di persone sotto i 18 anni e il 2,4% di persone di 65 anni o più.